# Hydra (альбом Toto)
Hydra — второй студийный альбом американской рок-группы Toto, изданный в 1979 году.

## Об альбоме
По сравнению с предыдущим альбомом, Toto, на второй пластинке музыканты представили более «жесткий» материал. Но, композиции получились мрачными, так как незадолго до записи скончалась мама Дэвида Пейча, что оказало влияние на самого клавишника, и в свою очередь, на тексты песен.
Диск был встречен поклонниками хард-рока с большим энтузиазмом, им пришлись по вкусу песни «99», «Mama» и «White Sister», а вот критиками довольно прохладно. Рецензент Уильям Рульманн из Allmusic отметил, что музыканты практически не предприняли никаких попыток найти собственное звучание, а Hydra совершенно не похож на своего предшественника. Композиции, по его мнению, исполнены довольно неплохо, однако они получились недостаточно выразительными, поэтому Toto не смогли закрепить успех, которого они добились благодаря выходу дебютного альбома. Рульманн также упомянул, что вся пластинка держится исключительно на сингле «99». Тем не менее, слушатели равнодушно приняли песню.  Журнал Billboard, наоборот, оставил неплохой отзыв об альбоме. Согласно мнению обозревателей в американском издании, «All Us Boys», «99», «Mama» и «White Sister» являются лучшими песнями на диске, а коллектив преуспел в написании текстов Hydra.
На родине группы альбом остановился лишь на 37 строчке, тогда как в Норвегии занял 1 место. В США ему присвоили золотой статус, а в Канаде — платиновый.

## Список композиций
Слова и музыка всех песен — Дэвид Пейч, за исключением отмеченного.
| №  | Название                                                                                | Вокал   | Длительность |
| -- | --------------------------------------------------------------------------------------- | ------- | ------------ |
| 1. | «Hydra» (Дэвид Хангейт, Бобби Кимболл, Стив Люкатер, Пейч, Стив Поркаро, Джефф Поркаро) | Пейч    | 7:31         |
| 2. | «St. George and the Dragon»                                                             | Кимболл | 4:45         |
| 3. | «99»                                                                                    | Люкатер | 5:16         |
| 4. | «Lorraine»                                                                              | Пейч    | 4:46         |

| №  | Название                                    | Вокал   | Длительность |
| -- | ------------------------------------------- | ------- | ------------ |
| 1. | «All Us Boys»                               | Пейч    | 5:03         |
| 2. | «Mama» (Пейч, Кимболл)                      | Кимболл | 5:14         |
| 3. | «White Sister» (Пейч, Кимболл)              | Кимболл | 5:39         |
| 4. | «A Secret Love» (Пейч, Кимболл, С. Поркаро) | Кимболл | 3:07         |

## Чарты
| Год  | Страна         | Позиция |
| ---- | -------------- | ------- |
| 1979 | Австралия      | 41      |
| 1979 | Германия       | 38      |
| 1980 | Канада         | 10      |
| 1979 | Новая Зеландия | 29      |
| 1979 | Норвегия       | 1       |
| 1979 | США            | 37      |
| 1979 | Швеция         | 15      |
| 2005 | Япония         | 173     |

| Год  | Страна | Позиция |
| ---- | ------ | ------- |
| 1980 | Канада | 52      |

| Год  | Сингл | Страна | Позиция |
| ---- | ----- | ------ | ------- |
| 1980 | «99»  | США    | 26      |

## Участники записи
Toto
- Бобби Кимболл — вокал, бэк-вокал
- Стив Люкатер — гитара, вокал, бэк-вокал
- Стив Поркаро — клавишные, бэк-вокал
- Дэвид Хангейт — бас-гитара
- Дэвид Пейч — клавишные, бэк-вокал
- Джефф Поркаро — ударные, перкуссия

Другие музыканты
- Роджер Линн — синтезатор
- Майкл Баддикер — клавишные
- Ленни Кастро — перкуссия
- Марти Пейч — струнные
- Дэвид Доннелли — ремастернинг
- Том Нокс — звукорежиссёр, продюсер, микширование
- Дэн Лэтэм — звукорежиссёр, микширование
- Филип Гаррис — дизайн
- Джим Хэгопиан — арт-директор